# ハンス・シェム
ハンス・ハインリヒ・ゲオルク・シェム（ドイツ語: Hans Heinrich Georg Schemm、1891年10月6日-1935年3月5日）は、ドイツの政治家。国民社会主義ドイツ労働者党党員。バイエルン＝オストマルク大管区指導者、国民社会主義教員連盟（NSLB）議長及びバイエルン州教育大臣等を務めた。

## 概要
ハンス・シェムは、バイエルン州バイロイトのブラウトガッセで、靴屋を営むコンラート・シェムとバベッテ・マイヤーの3人息子の次男として生まれた。両親は地元の軍への納入業者として勤務していた為、幼少の頃は祖母に育てられた。小学校では歴史と神話に興味を持ち、1905年から1910年まで（3年間の予備校と2年間のセミナー）、バイロイトのバイエルン王立教員訓練学校に通った。1915年、シェムは裕福な家庭の出身で4歳年上の建設業者の娘バベッタ・ロレンツィア・ツァイトラーと結婚し、1917年に息子ルドルフをもうけた。
1910年からシェムは教員として教鞭を執り、最初はヴュルファースロイト、1911年からはノイファング、1920年からはバイロイトのアルトシュタット学校(後にハンス・シェム学校）で教鞭を執った。教員期間中、彼は化学物質の実験と研究も行っていた。1911年、シェムは兵役を延期され、補充予備役に配属された。動員6日目（1914年8月6日）にシェムは「担当軍医からの緊急要請に応じて」バイロイトの予備病院に医療隊付として配属された。1915年から1916年の冬に彼は結核に感染し、再び兵役を一時免除された。シェムはその後「兵役免除」という汚名を隠すために、医療服を着た自分の写真を破棄している。
1919年4月18日から5月6日まで、シェムはバイロイト義勇軍に所属した。同年5月2日のバイエルン・レーテ共和国の暴力的鎮圧には積極的に参加する事はなかった。
1920年9月、シェムはターレのウェルハウ化学工場（旧フーベルトゥスバート療養所）の細菌化学実験室の実験助手となったが、この研究所は経済的理由により1921年に閉鎖された。以降、シェムは一般の教員へ戻った。彼は1921年から1928年まで成人教育センターで非常勤講師を務めた。1930年代、彼は人種特有の「タンパク質の特異性」を信じ「非特異的なタンパク質」を毒と表現した。

## ナチ党時代
1923年、シェムは国民社会主義ドイツ労働者党へ入党し、同年9月30日の右翼団集会「ドイツの日」においてアドルフ・ヒトラーと面会した。また、1924年にバイロイト民族同盟の査定員となった。1925年2月27日、シェムはバイロイトにナチ党地区支部を設立し、同年にはオーバーフランケン大管区が設立された。1926年1月、ミュンヘンの党本部より党員番号29,313番が与えられた。
1928年、シェムはバイエルン州議会議員となり、国民社会主義ドイツ文化協会のフランケン地方代表にも就任した。 1932年に彼は州議会を辞職した。
1929年の市議会選挙の際、シェムは選挙活動に向けて各地方党員の組織化にあたった。選挙の結果、ナチ党は9つの目標を達成し、シェムは党議員団長の要職を得た。ナチ党の市議会参入により、ナチ党員、特にシェムの攻撃的な行動によって頻繁に騒動や乱闘が引き起こされた。
シェムは1930年に「ノイシュタット・アン・デア・アイシュ」ナチ党地区支部で開催された大会にフランケン地方代表として参加した。この大会には地区内の全教員が招待され、ユダヤ人の参加は禁止された。同年、シェムは国会議員となる。
1929年、シェムは国民社会主義教員連盟（de:Nationalsozialistischer Lehrerbund, NSLB）を設立し、その全国議長を務めた。彼の主導により、NSLB傘下の組織としてキリスト教系の事業団が設立された。これは国民社会主義プロテスタント聖職者の事業団の結成につながり、1931年半ばからは国民社会主義福音牧師協会（de:Nationalsozialistischer Evangelischer Pfarrerbund, NSEP）に改称された。以降、シェムは所謂、積極的キリスト教の布教者として働いた。
1928年、シェムは幾つかのナチ党機関紙の経営を引き継いだ。しかし、党員の逮捕や裁判沙汰により問題が恒常化したため、辞退している。翌1929年4月、シェムは自身の機関紙を創設し、同年8月からは後に「ドイツ教育者全国紙（Der deutsche Erzieher. Reichszeitung）」と呼ばれる「国民社会主義教員紙（Nationalsozialistische Lehrerzeitung）」が発刊された。
1930年10月1日には、「ドイツ解放と文化の為の闘い（Kampf für deutsche Freiheit und Kultur）」と題する週刊紙を発行し、発行部数は当初の3,000部から20,000部に達した（1932年）。
論説の過激さでシェムは、古参闘士の反ユダヤ主義煽動家ユリウス・シュトライヒャーにひけをとらなかった。彼は「全ての街灯にユダヤ人がぶら下がっているべきだ」と語っている。1931年1月21日、オーバーフランケンの地方政府はバイロイト市に対し「闘争」紙は政治闘争の如何なる手段も理解しておらず、その表現は全く低俗であると報告している。
1931年、シェムは『国民社会主義文化出版バイロイト（Nationalsozialistischer Kulturverlag Bayreuth）』を設立し、1932年10月1日から日刊紙『フランケン人（Das Fränkische Volk）』 (発行部数10,000部)を発行した 。

## ナチス・ドイツ時代
ナチ党政権が発足した1933年、シェムは「バイエルン＝オストマルク大管区」（中世に「マルク」の語は戦闘地域及び「スラブ人」に対する障壁として理解されていた）を発足させ、大管区都はバイロイトに制定し、NSLBの本部も置かれた。シェムは隣接するフランケン大管区指導者であるシュトライヒャーと「フランケン指導者（フランケン・フューラー、Frankenführer）」の地位を巡る競合関係にあった。
大管区は「オストマルク」の名称の普及を行っていた（例えば、オストマルクの歌、オストマルク通り、オストマルク出版等）。チェコスロバキア併合後、領内が国境地帯ではなくなった為、1942年からは「バイロイト大管区（Gau Bayreuth）」に改称された。シェムはバイロイトに本部を置く「バイエルン・オストマルク大管区出版」を設立し、これを通じて多くの地方紙を統合し集中管理した。1942年まで「バイエルン・オストマルク」の名称は、各新聞にも掲載されていた。 
バイエルン・オストマルク大管区出版（1942年より「バイロイト大管区出版」）は、終戦直前まで多数の書籍、特に小さな活字版を発行した。明らかなプロパガンダ目的の著作のみならず、大管区内の各都市に関する図本や、ブルガリアや占領地のプラハやクラクフに関する図本も出版された。1939年、出版社は党幹部アルフレート・ローゼンベルクの文化政策に特別に協力している。
1928年からシェムはオーバーフランケンの大管区指導者を務めたが、1933年にオーバープファルツ・ニーダーバイエルン大管区と合併してバイエルン＝オストマルク大管区として合併された。シェムは指導者に留まり、翌年にはこの大管区で「フランケン人」紙の増補版である「バイエルン東方の目覚め（Bayerische Ostwacht）」を発刊し、後に「バイエルン=オストマルク（Bayerische Ostmark）」と改題された。また、突撃隊の集団指導者にも就任している。1933年3月16日、国家弁務官のフランツ・リッター・フォン・エップはシェムをバイエルン州の臨時文化大臣（エップ内閣）に任命した。）。その後、ヒトラーは1933年4月13日に彼を「バイエルン州教育及び文化・科学・芸術大臣（Bayerisches Staatsministerium für Bildung und Kultus, Wissenschaft und Kunst）」に任命した。これによりNSLBと全国速記者協会（Reichstenographenbund）もバイロイトに本部を移転した。ルートヴィヒ・ジーヴェルト政権下でも、シェムは死ぬまでバイエルン文化大臣を務めた。1933年に彼は『神、人種、文化（Gott, Rasse und Kultur）』と題する本を出版した。
1933年8月1日から5日までミュンヘンで開催された国民社会主義国家に於る教育に関する会議で、彼は国民社会主義への準拠を正当化した。シェムは1933年にバイロイトの名誉市民となり、その後エッゲンフェルデンとホーフの名誉市民となった。
1934年、シェムは党幹部ハンス・フランクとともに1934年世界チェス選手権の開催に協力し、バイエルン州でチェスを学校の教科に採用した。
1935年3月5日、シェムを乗せた飛行機がバイロイト飛行場を離陸中にパイロットのミスにより墜落した。墜落の原因は飲酒運転と想定され、或はシェム自身が操縦していたという噂があった。シェムは病院に到着した際に死亡していた。大管区指導者及びNSLB議長としての彼の後継は党員のフリッツ・ヴェヒトラーが任命された。
シェムの葬儀はハンス・ライジンガーによってドイツ教育院で国事行為として盛大に執り行われた。当時、ヒトラーは風邪気味であったにもかかわらず、参列する程であったが、同時に彼は大管区指導者の死を中心に発展するシェムへの崇拝を速やかに止めさせた。プロテスタントの地方司教マイザーは、追悼の為、大管区内全ての教会の鐘を鳴すよう命令した。
同年、シェムがドイツ教育院の外ファサードに設置していた壇が消失した。建物の「奉献ホール」にあるシェムの納骨堂は未完成となり、既に完成した石棺は空のままで、シェムの遺体は市の墓地にある墓の中に残された。息子ルドルフの死後、墓は1995年に閉鎖された。

## 評価

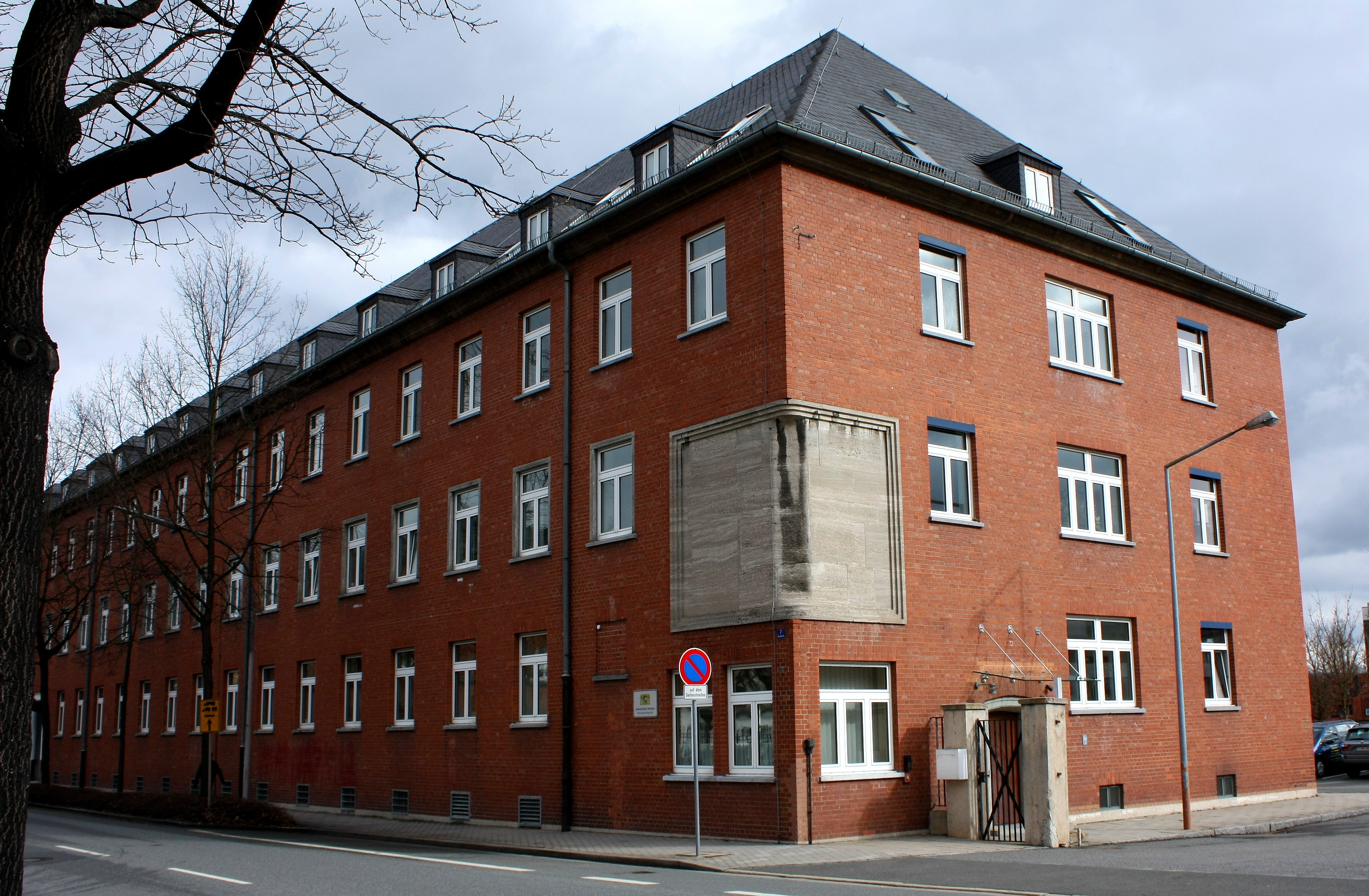
旧「ハンス・シェム」兵舎

- 統治者としてのシェムの評価はナチ党によって作為的に演出され創作されたものであるが、これ等の肯定的な評価は戦後に於ても俄に存続していた。これは彼が早世であった事が主な理由とされ、彼はしばしば「善良なナチ」等と呼ばれた。シェムの死後の1936年にはベルント・レンベックによって書かれた伝記が早くも出版されている。また、ナチ時代には既に、学校、通り、ホール等に彼の名が付けられていた[18]。最も長い間この名を冠した施設はバイロイト兵舎地区にある米軍の「ハンス・シェム兵舎（Hans-Schemm-Kaserne）」で、1986年4月までこの名で存在していた。現在はバイロイト社会裁判所となっている[19][20]。
- 1936年に創設された『ハンス・シェム賞（Hans-Schemm-Preis）』は、「ドイツ国民、特に次世代のドイツ国民を形成する手立」として国民社会主義的児童書や青少年向けの書籍に贈られる最も重要な賞であった。「ハンス・シェム賞」は、人々に「自らを守る意志と闘う意欲」について教育する書を特に支援すべきであるとされた。受賞者には、オットー・ボリス、フリッツ・シュトイベン（エアハルト・ヴィッテク）、アルフレート・ヴァイデンマンなどの作家が含まれており、これらの作家も1945年以降に知られていた[21][22]。

## 著作
- 『赤き戦争　母或は同志』、バイロイト、1931年
- 『我等の信仰「キリスト」、我等の政治「ドイツ」』ズルツバッハ 1933年
- 『国民社会主義教育 ─ 国民社会主義国家に於る教育の意義』ハンス・シェム、マックス・ストール 著
- 『過去、現在、未来に於るドイツの学校と教育』、教育出版社、シュトゥットガルト及ベルリン、1934年、3～16頁。
- 『ハンス・シェムは語る　講演及作品群』、G.カール・フルトマン 編、バイロイト、1935年